# Ha-Mim al-Muftarí
Ha-Mim ibn Mann-Al·lah ibn Hàfidh ibn Amr (àrab: حاميم بن من الله بن حافظ بن عمر, Ḥā-Mīm b. Mann Allāh b. Ḥāfiẓ b. ʿAmr), conegut com a al-Muftarí (àrab: آلمفتري, al-Muftarī) o com Ha-Mim al-Muftarí, fou un religiós amazic que s'autoproclamà profeta i que va fundar una religió derivada de l'islam que va existir al segle x. L'Alcorà estava en amazic, es pregava dues vegades al dia, es dejunava un dia a la setmana i 3 o 10 dies al mes del ramadà, i no existia el pelegrinatge; es podia menjar porc (excepte senglar) però no peix, ous ni els caps dels animals; les infraccions eren castigades amb multes a favor del mateix Ha-mim; una tia i una germana seves eren magues i tenien un paper actiu en la religió. Va predicar entre els gomeres (ghumara) i especialment a la tribu Majkasa, de la zona de Tetuan, a la que va convertir (925). Va morir en una batalla contra els amazics masmuda el 927/928. La religió va subsistir uns anys però va desaparèixer abans d'acabar el segle.